# Turismul în Albania

Logo cu sloganul turistic al Albaniei

Turismul în Albania reprezintă o ramură-cheie pentru activitatea economică a țării și este în continuă dezvoltare. Acesta se caracterizează prin moștenirea culturală bogată reprezentată de vestigii datând din perioada în care zona era locuită de iliri și de greci. De-a lungul istoriei, teritoriul Albaniei a fost ocupat și populat de romani, bizantini, venețieni și otomani. Țara are plaje virgine, peisaje montane, bucate tradiționale, artefacte arheologice, tradiții unice și ospitalitate, prețuri reduse și o atmosferă sălbatică în zonele rurale. 
Țara se află în Europa de Sud-Est, învecinându-se cu Muntenegru la nord-vest, Kosovo la nord-est, cu Macedonia de Nord la est și Grecia la sud. Marea Mediterană, împreună cu Marea Adriatică și Marea Ionică formează aproape întreaga graniță de vest a țării. Lungimea litoralului este de aproximativ 481 de kilometri și este format din plaje nisipoase și stâncoase, golfuri, peșteri, stânci, faleze și lagune. Este o țară cu relief predominant muntos. În nord se află Alpii Albanezi (vf. Jezerce, 2.693 m). Alți munți sunt munții Albaniei Centrale cu vf. Korab (2.764 m), la granița cu Macedonia și munții Pindului în sud-est. Albania are și ieșire la Marea Adriatică și la Marea Ionică.
Țara are o un climat mediteranean distinct. Posedă o mare diversitate de microclimate datorită reliefului său. Cele mai călduroase zone din țară se găsesc în zonele de coastă unde clima este puternic afectată de mare, în timp ce provinciile din nord și est au parte de un climat mai rece.
Tirana, capitala țării, este cunoscută pentru moștenirea sa culturală și pentru diversitate religioasă, având clădiri viu colorate în stil arhitectonic italian, dar și sovietic. Regiunea centrală a Albaniei cuprinde situri arheologice, castelul, peșteri și lagune, perfecte pentru bird-watching. În sud-vestul țării se află Riviera Albaneză, cunoscută pentru plajele albăstrii și de turcoaz, fiind o atracție turistică pentru turiști locali și străini. Mai multe localități din această zonă sunt cunoscute la nivel național: Dhërmi, Lukovë, Palasë, Qeparo și Borsh.
Cu un total de 3,8 milioane de vizitatori, Albania este cea de-a 25-a cea mai vizitată țară din Europa. Editura Lonely Planet a clasat Albania, într-unul din ghidurile sale, pe locul întâi în topul destinațiilor care trebuie să fie vizitate în 2011. New York Times a clasat Albania pe locul al patrulea într-un top format din 52 de destinații de vizitat în 2014. Într-un articol din Huffington Post au fost prezentate 10 motive pentru care ar trebui vizitată Albania în 2013. În trecut, Albania folosea sloganul turistic „O nouă dragoste mediteraneană”. Potrivit Institutului Albanez de Statistică, 4,73 de milioane de cetățeni străini au vizitat Albania în 2016.

## Atracții turistice
Albania oferă nenumărate atracții turistice, printre care: Lacul Blue Eye, Castelul Rozafa, Muzeul Național de Istorie al Albaniei, Dajti. 
Turiștii pasionați de istorie găsesc pe tot teritoriul Albaniei nenumărate ruine ale cetăților și castelelor, vechi și de sute de ani:
- Krujë Castle
- Porto Palermo Castle
- Castelul Lëkurësi
- Parcul național Butrint
- Berat Castle

Comorile geografice sunt de asemenea la mare căutare printre rândurile turiștilor:
- Munții Jezerski
- Defileul și Canionul Osum
- Trecătoarea Llogara
- Munții Tomorr

### Orașe din patrimoniul UNESCO
În Albania există trei orașe ce fac parte din patrimoniul UNESCO: orașele medievale Gjirokaster și Berat și  orașul cel antic Butrint.